# デニス・ニューマン
デニス・ニューマン（Dennis Newman  1970年1月4日–)は、アメリカ合衆国カリフォルニア州出身のボディビルダー。

## 来歴
幼少期を北カリフォルニアで過ごし、19歳でボディビルデビュー。
1994年にIFBBプロカード取得。
ミスター・オリンピアのタイトル挑戦を目前に白血病を発症。スポンサー契約も白紙になり、私生活でも離婚の憂き目に遭った。
その後一命を取り留めたが、1997年にトレーニング中に大胸筋断裂。その後、大会で特筆すべき成績を残せず、引退。

## 人物
ボディビルダーとしては身長180cm、体重107kgのバルクが特徴。
肩と腕の筋肉が特に発達し、端正な容姿も持ち合わせたビルダーとして知られていた。